# Bansantapur
Bansantapur (nep. बसन्तटार) – gaun wikas samiti we wschodniej części Nepalu w strefie Kośi w dystrykcie Dhankuta. Według nepalskiego spisu powszechnego z 2001 roku liczył on 583 gospodarstw domowych i 3053 mieszkańców (1525 kobiet i 1528 mężczyzn).